# Angeline Bertinelli
Angeline Bertinelli (4 agosto 2005) è una nuotatrice artistica francese.

## Palmarès
- Europei

Funchal 2025: bronzo nella gara a squadre (programma tecnico)

### Coppa del Mondo
- 2 podi
  - 1 secondo posto (1 nella gara a squadre)
  - 1 terzo posto (1 nella gara a squadre)